# Хайруллина, Мусаллия Хайрулловна
Мусаллия Хайрулловна (Галеевна) Хайруллина (баш. Мөсәллиә Хәйрулла (Ғәле) ҡыҙы Хәйруллина; 1915—2008) — башкирский языковед, доктор педагогических наук (1971), профессор (1972), отличник народного просвещения РСФСР (1949)., первая женщина доктор наук в Республике Башкортостан.

## Биография
Хайруллина Мусаллия Хайрулловна родилась 15 декабря 1915 года в деревне Старо-Имянкупер Бирского уезда Уфимской губернии (ныне д. Бакалы Бураевского района Республики Башкортостан). В 1935 году окончила Бирский педагогический техникум.
В 1941 году окончила Казанский педагогический институт.
В годы Великой Отечественной войны 1941—1945 годов преподавала в школах Татарской АССР и Бураевского района Башкирской АССР.
С 1945 по 1950 год работала заместителем директора, а после директором башкирской средней школы № 9 г. Уфы.
В 1950—1993 гг. работает в Башкирском государственном университете (ныне Уфимский университет науки и технологий):
- В 1951 году поступила в аспирантуру при НИИ национальных школ АПН РСФСР, защитила диссертацию[2].
- в 1957 году присваивается звание доцента;
- 16.04.1971 года защищает докторскую диссертацию на Совете НИИ общего и политехнического образования АПН СССР;
- 19.07.1972 года ей присваивается звание профессора по кафедре «Языкознание и русский язык»;
- с 1972 года заведует кафедрой русского языка, на основе которой в 1977 году были созданы две кафедры: кафедра русского и сопоставительного языкознания и кафедра русского языка и методики его преподавания, которой до сентября 1990 года продолжала заведовать;
- 1992-1993 года — заведующий кафедрой русского языка и литературы факультета башкирского языка и журналистики;
- 1970-1990 — председатель межвузовского научно-методического совета.

В 1970—1980 гг. одновременно являлась председателем Республиканского совета женщин БАССР.
20011 год — член диссертационного совета д.064.13.06 по защите диссертации на соискание ученой степени доктора.
Избиралась депутатом Кировского районного совета депутатов трудящихся, была членом редколлегии журнала «Башкортостан кызы», руководителем секции русского языка Башкирского отделения педагогического общества РСФСР, председателем Межвузовского научно-методического Совета, членом УМСА Минпроса БАССР, членом общества «Знание».

## Научная деятельность
Научные исследования Мусаллии Хайруллиной посвящены методике преподавания русского языка как в русской, так и в национальной школе, по сопоставительному языкознанию (русского и башкирского языков), специальные курсы по словообразованию, фразеологии русского языка, по ономастике. Является автором около 70 монографий, учебников и учебных пособий, методических руководств, 18 учебно-методических изданий, более 170 научно-теоретических статей, которые известны большому кругу специалистов не только в нашей стране, но и за рубежом. Более 100 раз выступала с докладами на международных, всесоюзных, всероссийских конгрессах, симпозиумах, республиканских научных конференциях и семинарах.
В 1969 году был создан и издан в Москве «Учебник русского языка для IX—X классов национальной школы» (под редакцией С. Г. Бархударова и К. А. Гадельшина). Этот учебник выдержал 17 изданий и пользовался большим авторитетом среди учителей-словесников всей страны. Такие учебники по русскому языку Хайруллиной М. Х., как «Русский язык. Учебник для V—VI классов башкирской школы» (соавторы Р. В. Альмухаметов, Л. Г. Саяхова и др.), «Русский язык. Учебник для IV класса башкирской школы» (соавторы Л. Г. Саяхова и др.), явились фундаментальной основой для успешного обучения русскому языку в национальной школе.
Научные труды
- Методика изучения словообразования русских имен существительных в башкирской школе. М., 1962.
- Очерки по истории преподавания русского языка в национальной школе. Уфа, 1966.
- Родной язык как основа обучения русскому языку. Уфа, 1981.

## Награды
- Заслуженный учитель школы Башкирской АССР (1974),
- заслуженный деятель науки Башкирской АССР (1977),
- заслуженный деятель науки РСФСР (1987),
- медалью «За доблестный труд в Великой Отечественной войне 1941—1945 гг.»,
- медалью «За трудовое отличие» и другими медалями и значками,
- многочисленными почетными грамотами.